# Забайкальский (Бурятия)
Забайка́льский (бур. Үбэр Байгалай Бага Хороо) — упразднённый посёлок, находившийся в подчинении Октябрьского района города Улан-Удэ Бурятии. В 2009 году включен в состав города и исключен из учётных данных.

## Географическое положение
Расположен на юго-востоке Улан-Удэ у границы с Тарбагатайским районом, в 15 км от центра города, в 3 км к югу от ТЭЦ-2, в лесистых северных отрогах Цаган-Дабана, в верховьях пади Байданова ручья.

## История
15 июня 1967 года населённый пункт зверосовхоза был назван посёлком Забайкальский.
Постановлением Народного Хурала Республики Бурятия от 3 декабря 2009 года № 1233-IV посёлок Забайкальский присоединен к Октябрьскому району города Улан-Удэ.

## Население
| 2002 |
| ---- |
| 2203 |